# 菲格拉斯之围
菲格拉斯之围（法语：Siège de Figuières）从1811年4月10日持续到8月19日。此役中，由胡安·安东尼奥·马丁内斯率领的西班牙驻军在圣费兰城堡抵御了由雅克·麦克唐纳元帅和他的副手路易·迪里埃指挥的法国军队发起的围攻。马丁内斯和他的手下坚持的时间比预期的要长得多，但最终还是被迫交出了菲格雷斯附近的堡垒。此役发生在拿破仑战争的半岛战争期间。
1811年4月9日至10日晚上，由神父弗朗西斯科·罗维拉率领的西班牙游击队在一次叛乱中从意大利驻军手中夺取了圣费兰城堡。几天之内，这座堡垒就被3,000名加泰罗尼亚人和1,500名西班牙正规军驻守，并由马丁内斯将军指挥。愤怒的拿破仑要求重新夺回战略要塞，并为此集结了15,000名帝国军队。麦克唐纳恳求路易·加布里埃尔·絮歇增援，但絮歇拒绝派出任何士兵，并且继续他在塔拉戈纳的围攻。当絮歇围攻塔拉戈纳时，领导加泰罗尼亚军队的坎普韦德侯爵路易斯·冈萨雷斯·托雷斯·德纳瓦拉立即将佩德罗·萨斯菲尔德和华金·伊巴涅斯·奎瓦斯·德·瓦隆加的师从菲格雷斯附近撤出，并转移到塔拉戈纳。
麦克唐纳没有试图用炮火攻破圣费兰的城墙。相反，他将城堡包围通过饥饿迫使守军投降。马丁内斯的士兵很快就吃光了食物，他发起了一次突围尝试，但未能突破法军的防守。到驻军投降时，已有4,000名法军围攻者阵亡，其中大部分死于疟疾、痢疾和其他疾病。在守军中，有1,500人死于战斗和饥饿，2,000人被俘虏，1,000人在要塞医院受重伤或生病无法离开。尽管西班牙人最终失去了圣费兰城堡，也未能阻止絮歇攻占塔拉戈纳，但他们在1811年夏天将整个第七军团牢牢地牵制在这些地方。

## 背景
1811年1月2日，路易·加布里埃尔·絮歇将军在3,974人的西班牙驻军投降时成功结束了托尔托萨之围。之后，絮歇让皮埃尔-约瑟夫·哈伯特将军和托尔托萨的法国驻军将俘虏带回萨拉戈萨。雅克·麦克唐纳元帅摆脱了掩护包围的责任，将他的部队移向巴利斯，在那里他撞上了敌人。在1月15日的战役中，麦克唐纳的前锋遭到佩德罗·萨斯菲尔德将军的师的袭击，法军损失惨重。麦克唐纳没有为这次挫折报仇，而是选择在16日晚上将他的12,000人大军强行进军蒙布朗。从那里他开始进军莱里达。

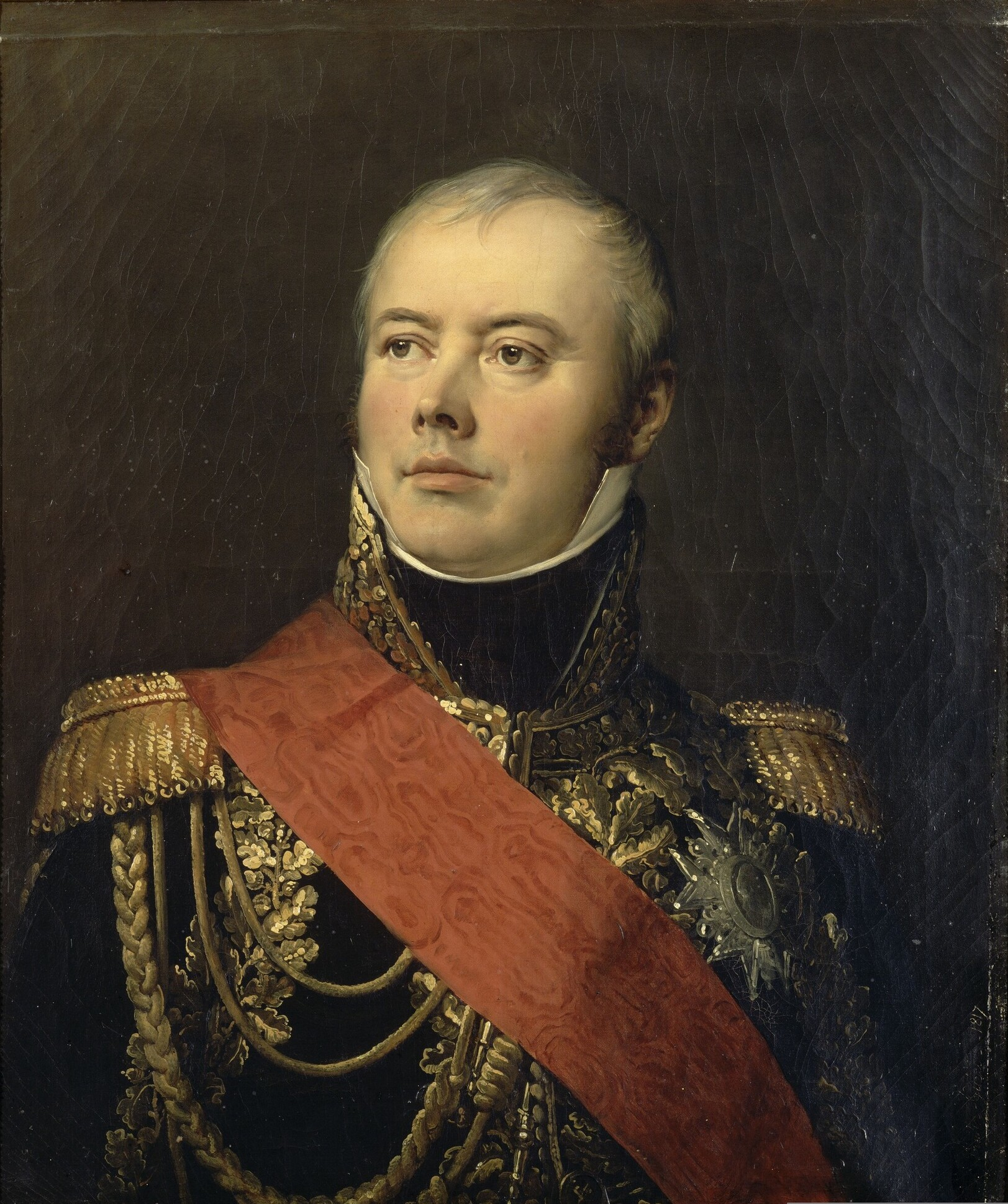
雅克·麦克唐纳

拿破仑对麦克唐纳表现不佳感到恼火，将他的行动范围限制在加泰罗尼亚北部，并将巴塞罗那西南的领土划归絮歇。此外，拿破仑坚持要求麦克唐纳将17,000名士兵交给絮歇。拿破仑命令絮歇攻占塔拉戈纳，并承诺如果成功，他将晋升为元帅。因此，苏切特完成了军队的重组，并于1811年4月向塔拉戈纳进发。但在4月21日，絮歇收到了令人震惊的消息，即菲格拉斯要塞已被加泰罗尼亚游击队占领。麦克唐纳和巴塞罗那总督莫里斯·马蒂厄都请求絮歇提供帮助，但被拒绝了。絮歇计算了一下，等他派出一两个师去帮忙的时候，一个月的宝贵时间将会流失。他预测拿破仑可以更快地将增援部队从法国派往菲格拉斯，因为那里离法国边界只有32公里。后来，拿破仑听说絮歇的行动，表示由衷地赞同。
1811年时，圣费兰要塞已经建成了60年。这座强大的城堡是在费迪南六世统治时期设计建造的，并命名为圣费兰。堡垒以圆形堡垒的形式矗立在一座小山上，俯瞰菲格拉斯和从巴塞罗那到法国佩皮尼昂的公路。为了到达前门，攻击者必须在一条有几个折返的道路上沿着陡峭的斜坡前进。圣费兰堡垒于1794年11月28日向法国共和军将军卡特林-多米尼克·德·佩里尼翁投降。这一事件发生在比利牛斯山战争期间黑山战役的八天之后。
1808年3月18日，200名法国士兵要求进入要塞并获准进入，因为法国人在当时被认为是盟友。一进去后，法军士兵就占领了大门，随后向整个团敞开了大门。目瞪口呆的西班牙守军很快被驱逐。自被俘以来，法国人将圣费兰用作1808年围攻罗萨斯和1809年围攻赫罗纳的主要补给基地。但三年后，法国将军们变得自满了。1811年4月，这个要塞只由一个意大利临时营驻守。

## 罗维拉之变

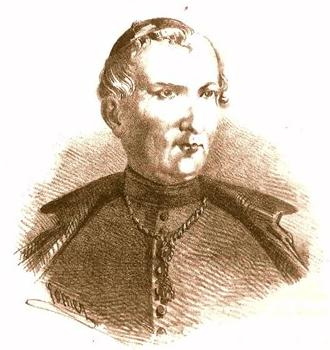
弗朗西斯科·罗维拉

弗朗索瓦·古诺将军是要塞的总督。他的驻军由意大利和那不勒斯王国的替补士兵组成。根据历史学家查尔斯·阿曼的说法，古诺“疏忽大意且随和”。小规模驻军的和总督的懈怠激发了弗朗西斯科·罗维拉的民兵领导人试图通过叛乱夺取堡垒的信心。罗维拉与三名可以进入堡垒并伪装成亲法民众的年轻西班牙人取得了联系。胡安·马尔克斯是要塞的小卖部的佣人，而吉内斯和佩德罗·庞斯兄弟是副店主。马尔克斯设法复制了一个后门和储藏室的钥匙。罗维拉向加泰罗尼亚军队指挥官坎普韦德侯爵请求帮助，将军承诺支持这次行动。

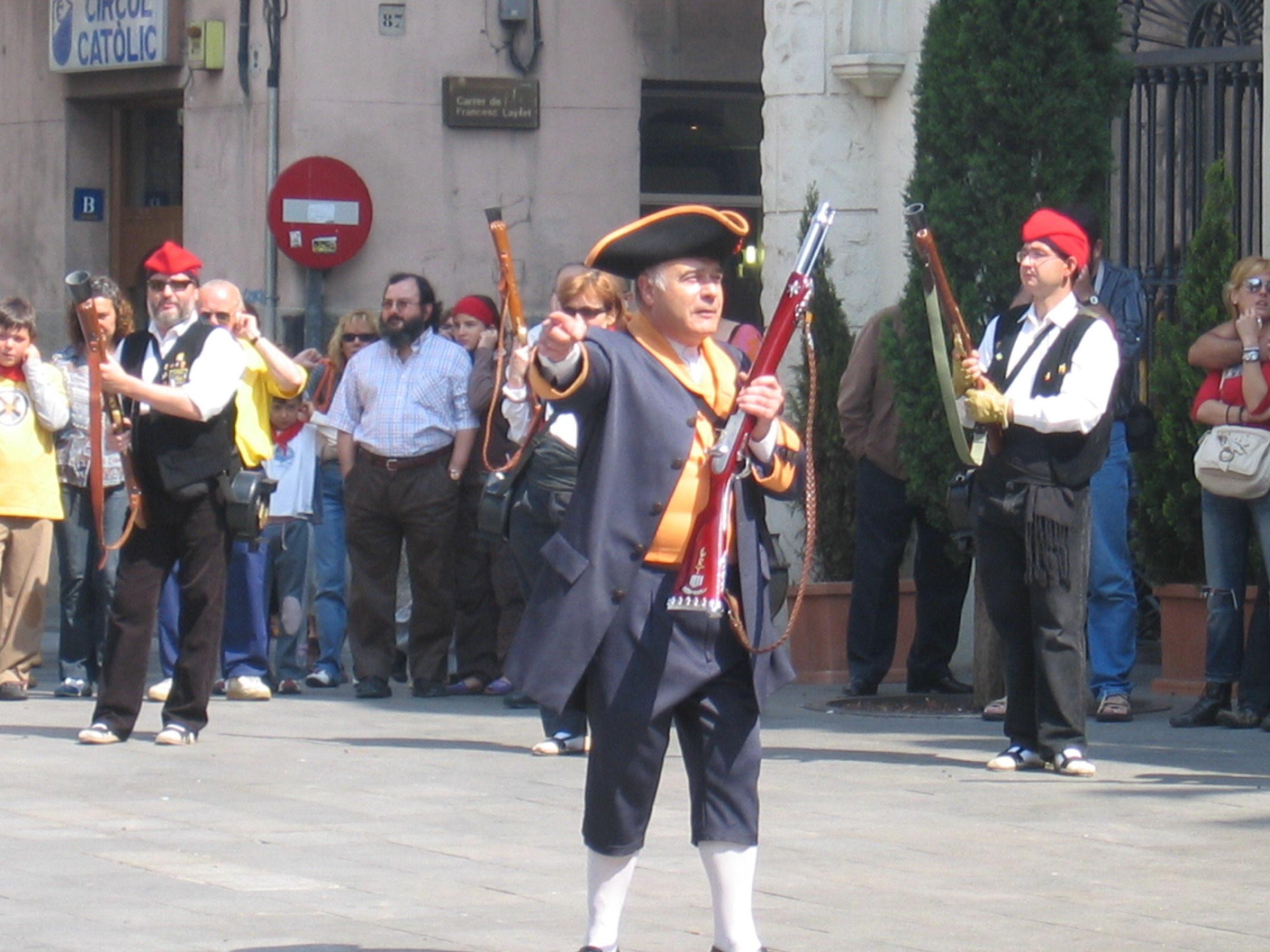
西班牙民兵现代扮演

1811年4月7日，罗维拉和他的副手在比利牛斯山脉的奥洛特以北集结了2,000名民兵，向法国本土发动了佯攻。9日，民兵改变方向前往菲格拉斯，于傍晚抵达。4月10日凌晨1点，卡萨斯上尉和洛维拉上尉带领的700名士兵爬到马克斯和庞斯兄弟等待的后门。罗维拉的佯攻已经引起了驻军的警觉，其中大部分人整天都在山上行进，徒劳地试图拦截游击队。打开后门后，西班牙民兵·进入了堡垒。构成前门主要防卫的那不勒斯人从背后遭到攻击并被制服。古诺将军在被床上被俘，而他昏昏欲睡的部队都被逐个击败。不到一个小时，堡垒就落入了加泰罗尼亚民兵的手中，民兵随后打开了城门，接纳了他们的同胞。到第二天，2,000名民兵占领了城堡。
古诺和大约900名意大利人被俘，有35人死伤。罗维拉和他的手下还缴获了数百门大炮、16,000支火枪、大量的鞋子和衣服库存、足够供应2,000人四个月的粮食和400,000法郎。西班牙人有大约25人伤亡。拿破仑对城堡的损失感到愤怒，并下令集结14,000人以重新夺回。
路易吉·佩里将军率领一支意大利增援营于9日抵达菲格拉斯镇。他正在接任多米尼克·皮诺将军的指挥权。在几名士兵逃跑并警告他堡垒已被占领后，佩里带着他的650名士兵向南撤退到了巴斯卡拉。接到灾难通知后，路易·迪里埃将军给佩里派遣了一个步兵营和一个骑兵中队。迪里埃让佩里回到菲格拉斯并在他召集援军时监视堡垒。

## 支援尝试

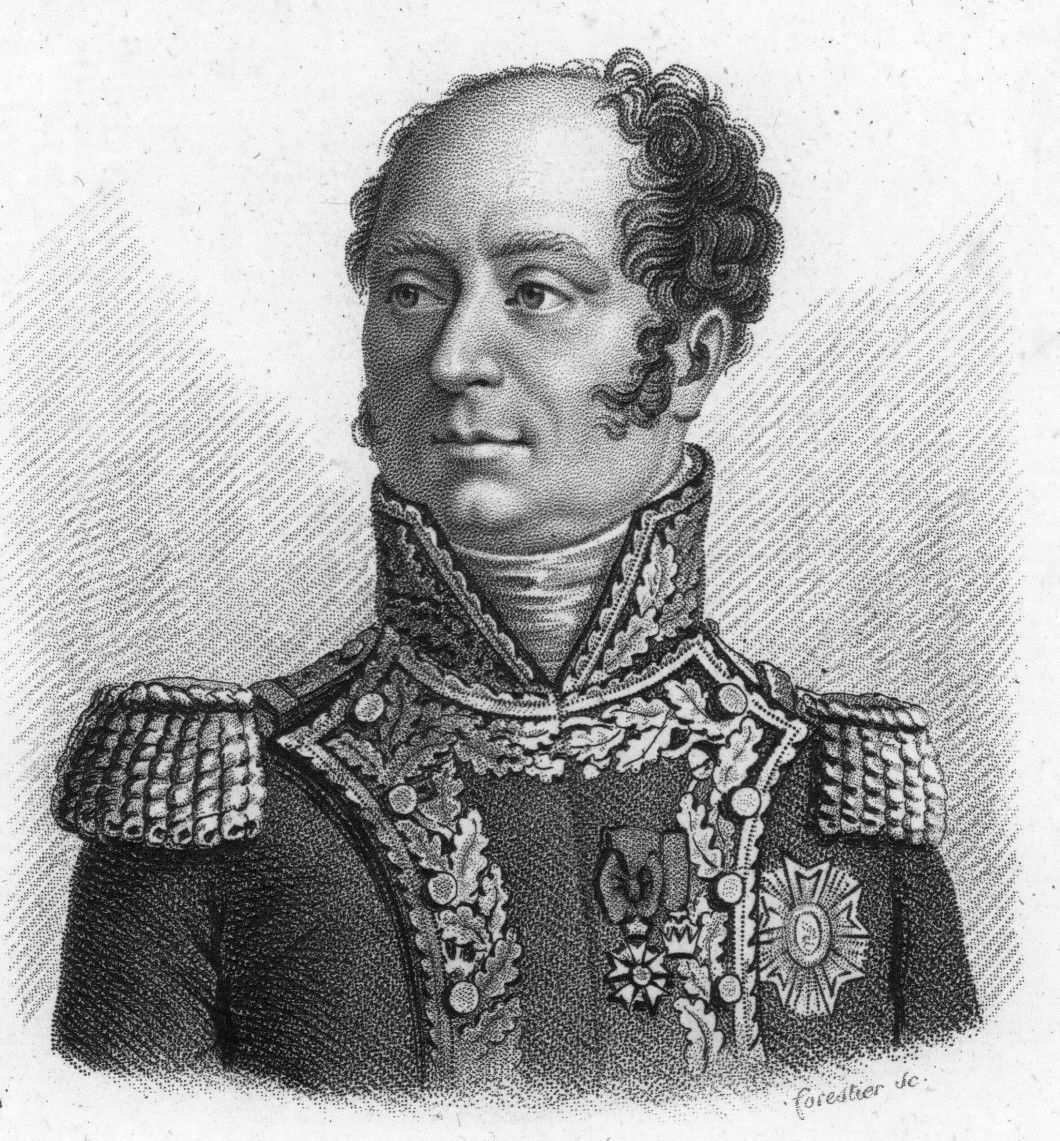
路易·迪里埃

佩里带着1,300名士兵返回菲格雷斯并巩固了该镇。但是，他的力量太弱了，无法干扰罗维拉的部队。罗维拉此时开始将更多的民兵带入圣费兰城堡。罗维拉任命胡安·安东尼奥·马丁内斯准将指挥这座堡垒的驻军，该堡垒在被占领后的一周内由3,000名民兵驻守。在他能够为佩里带来帮助之前，迪里埃不得不召集几个小型驻军。他还担心皇家海军对罗萨斯的威胁。一周过去了，迪里埃召集了2,000名援军，将他们带到了菲格拉斯。与此同时，弗朗索瓦·让·巴蒂斯特·克内尔将军带着三个正规军营以及上加龙省和热尔的国民警卫队从法国抵达，有6,500名步兵和500名骑兵可用，迪里埃于4月17日对圣费兰城堡实施了封锁。
与此同时，埃罗莱斯男爵将他的一部分西班牙部队从马尔托雷尔行进到菲格拉斯。一路上，他消灭了奥洛特和卡斯特福利特德拉罗卡的法国驻军，俘虏了548名法国士兵。埃罗莱斯于16日将他的西班牙正规军带到了圣费兰。与此同时，游击队在整个加泰罗尼亚变得非常活跃，引起了迪里埃的极大担忧。路易斯·奥古斯特·马尔尚·普劳宗尼将军很快就从朗格多克和普罗旺斯出发了。这支法军部队于四月底开始抵达，最终将包括几个法国步兵团。在所有这些军队集结在菲格拉斯之前，法国在加泰罗尼亚北部的阵型非常脆弱。4月16日，麦克唐纳向絮歇求助。

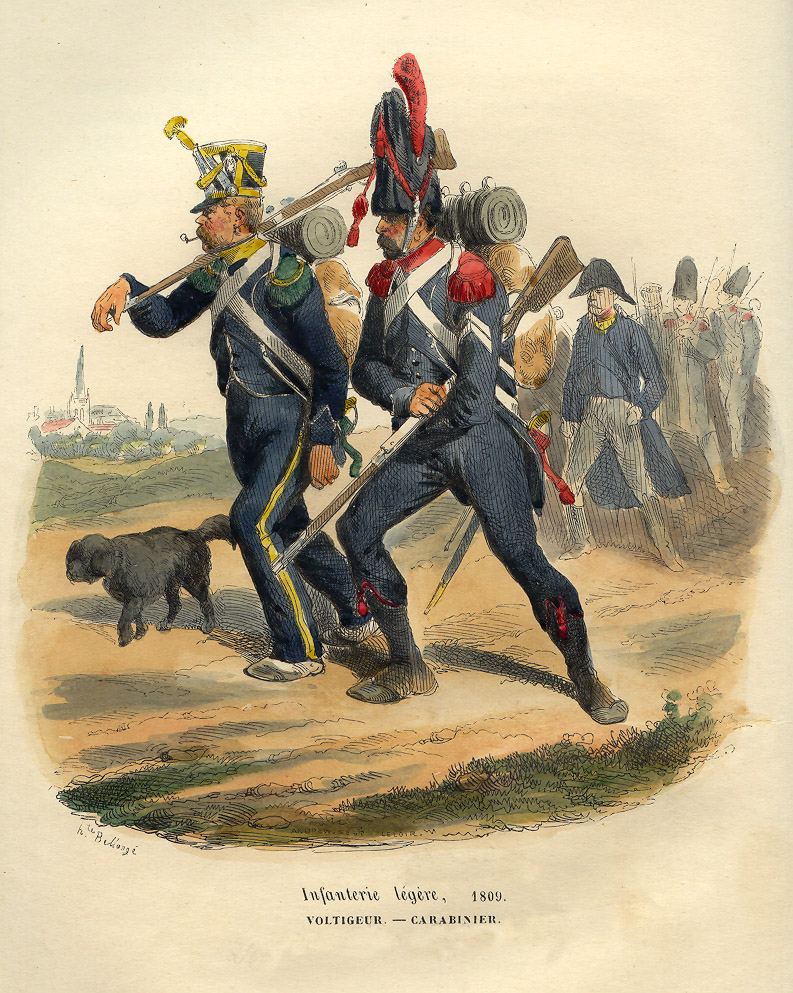
法国轻步兵

坎普韦德迟迟没有利用他的机会给法军制造麻烦。他在4月12日得知了罗维拉的行动，但直到20日才动员他的军队。那天西班牙人从塔拉戈纳派出了6,000名步兵和800名骑兵，属于佩德罗·萨斯菲尔德将军的师和埃罗尔斯师的一部分。他的部队直到4月27日才到达比克，直到5月初才接近菲格拉斯。罗维拉带着留在堡垒外的那些民兵，设法加入了坎普韦德的西班牙正规军。
法军方面，迪里埃麾下的两个师封锁了圣费兰城堡。
1811年5月3日，在罗维拉在北侧的协助下，西班牙正规军在菲格拉斯南侧附近突破了法军防线。埃罗尔斯的部队随即从要塞出发，一起袭击了由法军第3轻步兵团控制的菲格拉斯。经过长时间的斗争，法国人同意与西班牙人谈判，但在谈判投降条件时拖延了时间。这时，一些西班牙炮手和一个补给车队开始进入要塞。与此同时，迪里埃将他的大部分部队聚集成一个集结队形。穿过橄榄树遮蔽的区域，法军从后方突袭西班牙人，令西班牙军队陷入混乱。一次骑兵冲锋冲散了两个西班牙步兵团，导致西班牙人被迫撤退。埃罗尔斯退出了圣费兰城堡。尽管有一些西班牙炮手进入了要塞并能够使用许多大炮，但大部分西班牙辎重都被法国人俘虏，包括一大群羊。
在战斗中，法军损失了400人。西班牙军队则有超过1,000人被杀、受伤和被俘。法国第3和第23轻步兵团各失去了一名军官。在其他部队中，一名军官被杀，五人受伤。不久之后，坎普韦德听说絮歇的纵队正在逼近塔拉戈纳。此时由于重要港口只有胡安·德·科滕将军的师控制，西班牙指挥官立即从菲格拉斯撤退。他命令2,000名步兵和骑兵威胁絮歇通往莱里达的补给路线。坎普韦德自己则带着4,000名步兵前往马塔罗，上船然后驶往塔拉戈纳。

## 围城

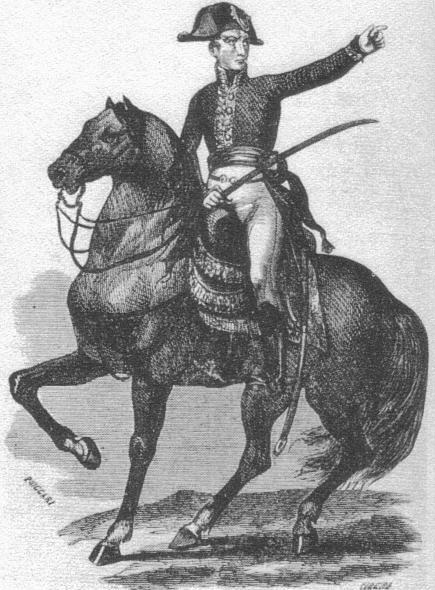
埃罗莱斯男爵

在迪里埃重新实施封锁之前，埃罗莱斯带着数百名士兵离开了要塞。这让马丁内斯只剩下3,000名民兵还有一些正规军驻守圣费兰城堡。麦克唐纳从巴塞罗那带来了一些部队，并从迪里埃手中接过了指挥权。到5月底，超过15,000名法国军队在菲格拉斯前集结。麦克唐纳开始建立一个攻城系统，旨在将驻军困在内部，并将任何潜在的救援部队保持在外部。
1811年6月28日，当絮歇的军队成功攻占塔拉戈纳时，塔拉戈纳围城战告一段落。西班牙守军在这场灾难中丧生6,000至7,000人，被俘8,000人。法军伤亡4,300人。1811年7月25日，絮歇在蒙特塞拉特战役中攻占了一个主要的游击队基地。
与此同时，马丁内斯在5月、6月和7月一直坚守着圣费兰城堡。他的士兵只有日常口粮的一半，以延长粮食供应。罗维拉曾到加的斯向最高中央和王国军政府请求帮助，但他们无法提供任何帮助。麦克唐纳完成了他的阵地部署，将他的火炮推到离堡垒457米的地方。然而，他从未试图轰炸圣费兰的城墙。相反，他一直等待饥饿迫使守军放弃。与此同时，他自己的部队在夏季月份在他们的营地中遭受疟疾和痢疾的蹂躏。

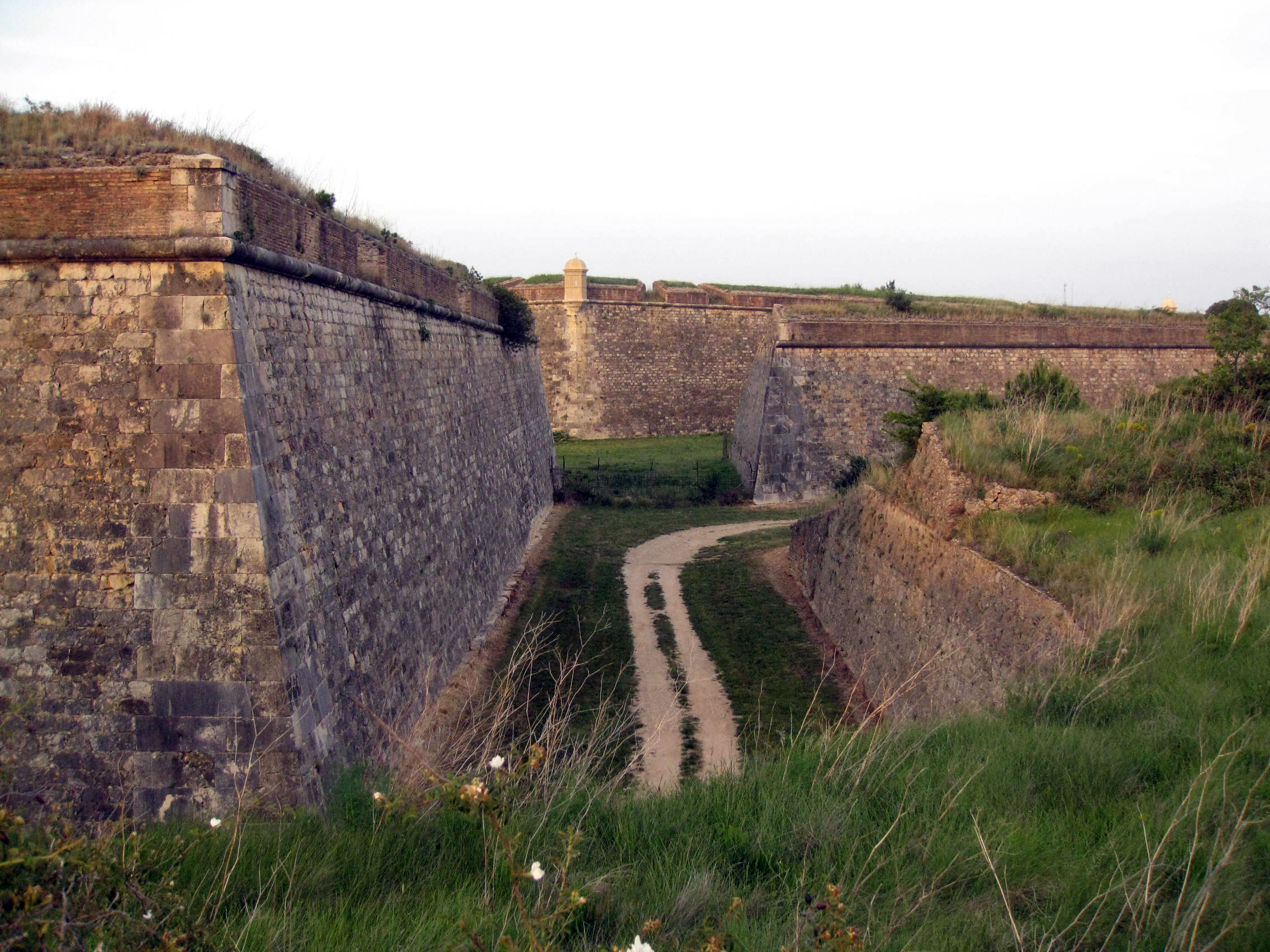
圣费兰城堡的防御线

1811年7月17日，马丁内斯在没有进行交换的情况下将先前俘虏的850名法军囚犯送出要塞。饥饿的人向围攻者报告说，在他们获释前的最后几天里，他们几乎没有得到任何食物。然而，西班牙人把古诺和他的军官当作有用的人质。麦克唐纳将此视为西班牙人可能会迅速投降的迹象，但马丁内斯一直坚持到8月中旬。西班牙指挥官知道塔拉戈纳的灾难后，意识到救援是无望的，但他决定坚持到最后一刻。到八月中旬，守军吃光了所有的马、狗和老鼠，食物只剩下3天的供应。
马丁内斯计划在8月16日晚上进行突围。从加的斯回来的罗维拉率领2,000名游击队员威胁麦克唐纳围城工程的北侧。然而，一支法国军队将他的手下赶出了该地区。夜幕降临，马丁内斯在西南围城线发动了一支由他最好的部队组成的突击队。西班牙纵队越过了法军巡逻队和前哨线，但西班牙士兵还是被包围。当他们被困在这个尴尬的位置时，两个法国炮台向纵队开火。在遭受了400人的伤亡后，幸存的西班牙人逃回了要塞。次日，迪里埃派一名打着停战旗的军官进入堡垒，马丁内斯在发放最后的口粮后同意投降。1811年8月19日，西班牙驻军放下武器离开堡垒。
在围攻期间，有4,000名法国士兵死亡，其中大部分是死于疾病。在西班牙驻军中，有1,500人死亡，1,000人生病，2,000人被俘。当麦克唐纳在囚犯中找到胡安·马尔克斯（先前的内应）时，他立即将这个不幸的年轻人吊在了堡垒的墙上。其他内应都在先前的战斗中一起逃跑了，其中一人幸存到1850年，获得了准将军衔。

## 后果

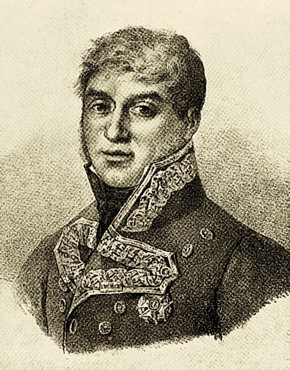
路易斯·德·莱西

尽管围攻以投降告终，但罗维拉和马丁内斯都为自己的国家尽忠职守，将第7军团牵制了整个夏天。麦克唐纳和迪里埃无法派遣一名士兵协助絮歇攻占塔拉戈纳。1811年7月10日，坎普韦德在加泰罗尼亚的指挥职位被路易斯·罗伯托·德·莱西取代。根据历史学家阿曼的说法，1811年的灾难主要归咎于坎普韦德“可悲的低效率”。虽然不受欢迎，但这位新指挥官开始与加泰罗尼亚仅存的少数部队展开了一场激烈的战役。8月，他入侵法国塞尔达涅，激怒了拿破仑。
9月，莱西将加泰罗尼亚8,000人的军队重组为三个较弱的师，由埃罗莱斯将军、萨斯菲尔德将军和弗朗西斯科·米兰斯·德尔博斯将军领导。在皇家海军的帮助下，莱西于9月12日在特尔河口夺取了梅德斯群岛。10月，他在塞尔维拉战役中歼灭了一系列小型法国驻军。这次失败迫使法国人撤回占领蒙特拉特的部队。麦克唐纳于10月28日被召回，并被查尔斯·马蒂厄·伊西多尔·德卡恩取代。元帅的名声被他在西班牙令人失望的表现玷污了。

## 引注
1. 1 2 3 4 5 6  Bodart 1908，第426頁.
2. ↑  Jaques 2007，第352頁.
3. 1 2  Esdaile 2003，第359-360頁.
4. ↑  Smith 1998，第353頁.
5. ↑  Gates 2002，第295頁.
6. ↑  Oman 1996，第242–244頁.
7. ↑  Gates 2002，第296頁.
8. ↑  Oman 1996，第488頁.
9. 1 2  Oman 1996，第490頁.
10. ↑  Smith 1998，第96頁.
11. ↑  Oman 2010，第37頁.
12. 1 2 3  Oman 1996，第491頁.
13. 1 2  Oman 1996，第492頁.
14. 1 2 3 4  Smith 1998，第358頁.
15. 1 2  Oman 1996，第493頁.
16. 1 2 3  Oman 1996，第494頁.
17. 1 2  Oman 1996，第495頁.
18. 1 2  Oman 1996，第496頁.
19. ↑  Smith 1998，第365頁.
20. ↑  Oman 1996，第532–534頁.
21. ↑  Oman 1996，第535–536頁.
22. ↑  Oman 1996，第536–537頁.
23. 1 2  Oman 1996，第537–538頁.
24. ↑  Oman 1996，第538頁.
25. ↑  Oman 1996，第531頁.
26. ↑  Oman 1996，第539頁.
27. ↑  Oman 1996，第540–541頁.
28. ↑  Gates 2002，第302頁.

## 延伸阅读
- Oman, Sir Charles William Chadwick.  I. Oxford: Clarendon Press. 1902a.
- Oman, Sir Charles William Chadwick.  IV. Oxford: Clarendon Press. 1902d.